# Simon Dawkins
Simon Jonathan Dawkins (Edgware, 1 de dezembro de 1987) é um futebolista profissional jamaicano que atua como atacante, atualmente defende o Derby County.

## Títulos

### San Jose Earthquakes
- Major League Soccer Prêmio dos Torcedores: 2012
- Major League Soccer Western Conference Regular Season Championship: 2012

### Jamaica
- Copa do Caribe: 2014